# Жером Пріор
Жером Пріор (фр. Jérôme Prior, нар. 8 серпня 1995, Тулон) — французький футболіст, воротар клубу «Бордо».

## Ігрова кар'єра
Народився 8 серпня 1995 року в місті Тулон. Вихованець клубів «Тулон», «Єр» та «Канн», а завершив навчання в 2012–2015 роках в академії «Бордо». 25 серпня 2012 року він дебютував за другу команду жирондинців, яка виступала в Національному дивізіоні 2. 22 березня 2014 року Пріор вперше потрапив в заявку на матч Ліги 1 з «Ніццою».
27 травня 2015 року Жером підписав трирічний контракт з «Бордо». 15 серпня 2015 року Пріор дебютував в Лізі 1, вийшовши у стартовому складі на гру з «Сент-Етьєном» (1:1). Через п'ять днів воротар провів свою першу єврокубкову зустріч в матчі кваліфікаційного раунду Ліги Європи проти казахстанського «Кайрата» (1:0). Втім, він переважно виходив на поле за відсутності основного воротаря Седріка Каррасо. Коли той травмувався в січні 2016, Пріор отримав свій шанс, однак, пропустивши 5 голів від «Лілля» у першому ж матчі, спонукав керівництво клубу терміново підписати молодого Поля Бернардоні. За цим виникла бійка Пріора з одноклубником Людовиком Сане в роздягальні в лютому, після якої Пріор місяць навіть не потрапляв до заявки. У березні він все ж повернув собі роль дублера Каррасо та грав до повернення останнього в серпні 2016, і потім ще раз з жовтня 2016 по січень 2017, коли Карассо травмувався знову. З підписанням влітку 2017 Бенуа Костіля Пріор остаточно став резервістом, а в сезоні 2018/19 став третім воротарем і взагалі жодного разу не вийшов на поле. Загалом за «Бордо» зіграв 42 матчі в усіх змаганнях, з них 3 в єврокубках.
У липні 2019 перейшов до клубу Ліги 2 «Валансьєн» як вільний агент та одразу став основним воротарем.

## Статистика виступів

### Статистика клубних виступів
Станом на 1 липня 2019
| Сезон             | Команда           | Чемпіонат         | Чемпіонат | Чемпіонат | Національний кубок | Національний кубок | Національний кубок | Континентальні кубки | Континентальні кубки | Континентальні кубки | Інші змагання | Інші змагання | Інші змагання | Усього | Усього |
| Сезон             | Команда           | Ліга              | Ігор      | Голів     | Ліга               | Ігор               | Голів              | Ліга                 | Ігор                 | Голів                | Ліга          | Ігор          | Голів         | Ігор   | Голів  |
| ----------------- | ----------------- | ----------------- | --------- | --------- | ------------------ | ------------------ | ------------------ | -------------------- | -------------------- | -------------------- | ------------- | ------------- | ------------- | ------ | ------ |
| 2014–15           | «Бордо»           | Л1                | 0         | 0         | КФ+КЛ              | 0+0                | 0+0                | -                    | -                    | -                    | -             | -             | -             | 0      | 0      |
| 2015–16           | «Бордо»           | Л1                | 13        | -10       | КФ+КЛ              | 3+1                | -7 + -5            | ЛЄ                   | 3                    | -4                   | -             | -             | -             | 20     | -26    |
| 2016–17           | «Бордо»           | Л1                | 14        | -21       | КФ+КЛ              | 1+4                | -0 + -8            |                      | -                    | -                    | -             | -             | -             | 19     | -29    |
| 2017–18           | «Бордо»           | Л1                | 2         | -3        | КФ+КЛ              | 0+1                | 0 + -2             | ЛЄ                   | 0                    | -0                   | -             | -             | -             | 3      | -5     |
| 2018–19           | «Бордо»           | Л1                | -         | -         | КФ+КЛ              | -                  | -                  | ЛЄ                   | -                    | -                    | -             | -             | -             | -      | -      |
| Усього за «Бордо» | Усього за «Бордо» | Усього за «Бордо» | 29        | -34       |                    | 10                 | -22                |                      | 3                    | -4                   |               | -             | -             | 42     | -60    |
| Усього за кар'єру | Усього за кар'єру | Усього за кар'єру | 29        | -34       |                    | 10                 | -22                |                      | 3                    | -4                   |               | -             | -             | 42     | -60    |